# 立花町 (伊勢崎市)
立花町（たちばなちょう）は、伊勢崎市の旧町名（通称町名）。現在の大手町3番である。

## 地理
廃止当時は旧伊勢崎市の中央部に位置していた。北は柳原町、東は桜町、南は日吉町、西は紺屋町、新町に接していた。

## 歴史

### 沿革
- 1889年（明治22年）10月1日 - 町村制施行に伴い、佐位郡伊勢崎町同心町となる。
- 1896年（明治29年） - 郡制施行にともない、佐波郡伊勢崎町同心町となる。
- 1916年（大正5年） - 同心町から改称し、佐波郡伊勢崎町立花町となる。
- 1940年（昭和15年）
  - 伊勢崎市成立に伴い、伊勢崎市立花町となる。
  - この際一部が桜町、旭町となる。
- 1967年（昭和42年） - 住居表示実施に伴い、全域が大手町となり消滅。